# Aerosaurus

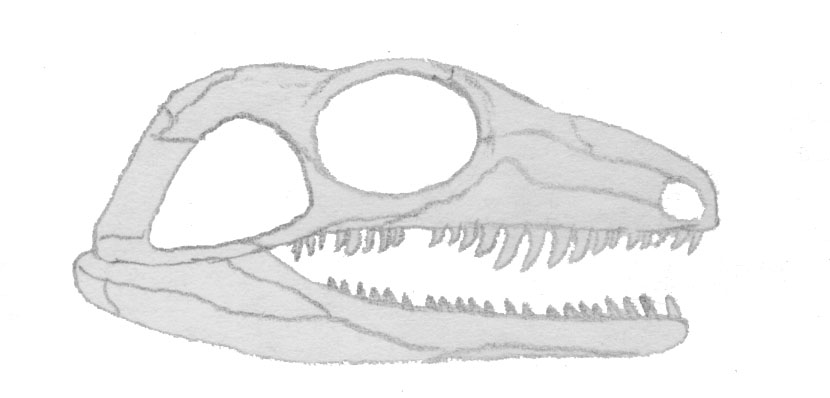
Sọ Aerosaurus.

Aerosaurus là một chi khủng long không phải động vật hữu nhũ một cung bên thuộc họ Varanopidae trong những loài bò sát xuất hiện sớm nhất trên thê giới, đã từng sinh sống 252-269 triệu năm trước trong thời kỳ đầu Permi ở Bắc Mỹ. Tên gọi xuất phát từ tiếng Latin (aeris) (kết hợp thân: aer-) "đồng" và tiếng Hy Lạp sauros "thằn lằn" cho El Cobre Canyon (từ tiếng Tây Ban Nha "đồng") ở miền bắc New Mexico, nơi hóa thạch loại được tìm thấy và trang web của các mỏ đồng cũ. Aerosaurus là một khớp thần kinh ăn thịt từ nhỏ đến trung bình, được đặc trưng bởi răng được tái tạo của nó, dàn xiên hình tam giác bên, và hàng răng mở rộng. Hai loài được ghi nhận: A. greenleeorum (1937) và A. wellesi (1981). 